# Aplysina massa
Aplysina massa är en svampdjursart som först beskrevs av Szymanski 1904.  Aplysina massa ingår i släktet Aplysina och familjen Aplysinidae. Inga underarter finns listade i Catalogue of Life.